# Hemitrygon laosensis
Hemitrygon laosensis es una especie de pez de la familia Dasyatidae en el orden de los Rajiformes.

## Morfología
Los machos pueden llegar alcanzar los 62 cm de longitud total y 6.000 g de peso.

## Reproducción
Es ovíparo.

## Alimentación
Come invertebrados  bentónicos.

## Hábitat
Es un pez de agua dulce y de clima tropical y demersal.

## Distribución geográfica
Se encuentran en Asia:  cuencas de los ríos Chao Phraya y  Mekong.

## Uso comercial
Se comercializa fresco.

## Observaciones
Es inofensivo para los humanos.